# Großer und Kleiner Engel

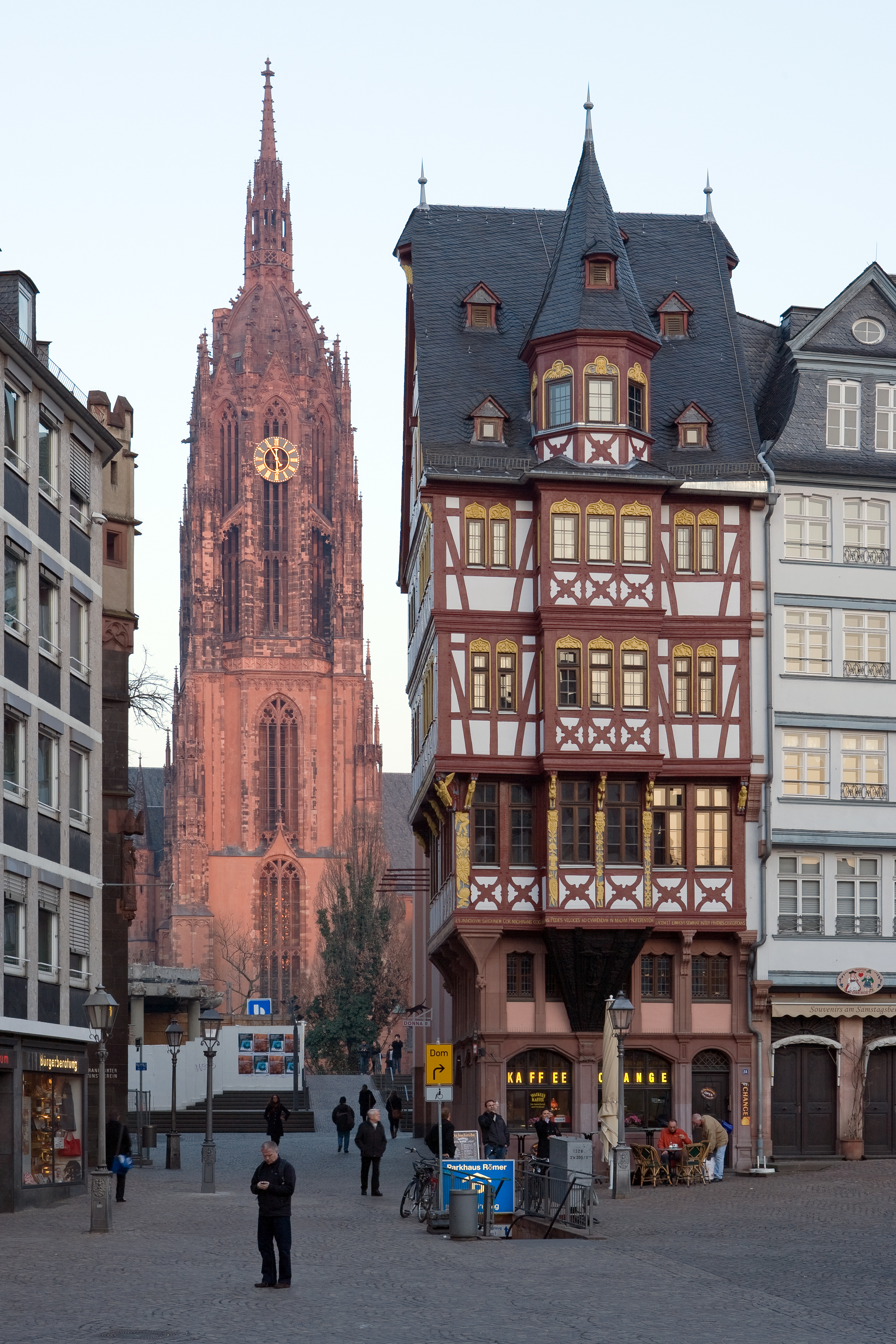
Großer Engel in 2011 vanaf de Römerberg gezien met op de achtergrond de domtoren

Het huis Großer und Kleiner Engel, meestal gewoon Großer Engel genaamd is een historisch gebouw in Frankfurt am Main. Het gebouw, dat op het centrale plein Römerberg in de Altstadt ligt is een van de meest gefotografeerde gebouwen van de stad. De eerste vermelding van het pand dateert uit 1342. 
Tijdens de Tweede Wereldoorlog werd het gebouw volledig verwoest tijdens de luchtaanvallen op de stad. Een deel van de Römerberg werd heropgebouwd, maar dit pand aanvankelijk niet. Tussen 1982 en 1984 werd het oostelijke deel van de Römerberg wel gerestaureerd en op 30 april 1983 werd het pand heropend. De heropbouw van het pand was eenvoudiger dan de omliggende panden omdat er goed gedocumenteerde plannen bewaard gebleven waren. Voor de andere panden moest men zich voornamelijk op foto's en tekeningen baseren.
Toch werd het gebouw niet volledig heropgebouwd zoals het net voor de oorlog was. Het werd opnieuw een vakwerkhuis, terwijl het daarvoor 200 jaar lang met leistenen bedekt was. Het gebouw werd ook recht getrokken, terwijl het voor de oorlog door de eeuwen heen een beetje scheef was gaan staan. Na enkele jaren moest het gebouw opnieuw gerenoveerd worden. De handmatige technieken van weleer voor de houtconstructies zijn verloren gegaan waardoor het gebruikte hout niet geschikt bleek te zijn. Dit hielp wel bij andere heropbouwprojecten zoals het Knochenhaueramtshaus in Hildesheim (1986) en de Löwenapotheke in Aschaffenburg (1991-95), waar geleerd werd van de fouten. Van augustus tot november 2010 vond er opnieuw een renovatie plaats, die een half miljoen euro kostte.